# Stadion Mladost (Kruševac)
Das Stadion Mladost (serbisch-kyrillisch Стадион Младост; „Jugend-Stadion“) ist ein reines Sitzplatzstadion des Fußballklubs Napredak Kruševac, der seinen Sitz in der serbischen Stadt Kruševac hat. Das Wort Mladost bedeutet auf Serbisch „Jugend“, so dass „Stadion Mladost“ für „Jugend-Stadion“ / „Stadion der Jugend“ steht. Im Jahr 2012 war das Stadion zum ersten Mal Austragungsort des Serbischer-Fußballpokal-Finales.